# トマ・ラモス
- トーマス・ラモス
- トマス・ラモス

トマ・ラモス（Thomas Ramos、1995年7月23日 - ）は、トップ14スタッド・トゥールーザンに所属するラグビー選手。

## プロフィール
- フランス・マザメ出身。
- ポジションはフルバック(FB)。
- 身長 178cm、体重 87kg
- U20フランス代表に選ばれたことがある[1]。
- フランス代表キャップは14（2021年1月現在）でラグビーワールドカップ2019のフランス代表に選ばれた[2]。

## 略歴
2014年、トゥールーズに加入。
2016年から2年間USコロミエに所属した。